# Порт Юлий
Порт Юлий (на латински: Portus Julius; алтернативно име Iulius) е „домашното“ пристанище на западния флот на Римската империя (източния флот се намира в Порт Равена). Пристанището се намира в западния край на залива на Неапол и се състои от три водни обекта: езерото Аверно, Лукринското езеро и природните вътрешни и външни пристанища зад нос Мизено. Името му „Порт Юлий“ е в чест на Октавиан Август.

## Построяване
За да се предотвратят честите нападения срещу корабите доставящи провизии за Рим извършвани от Секст Помпей (син на Помпей Велики), Марк Агрипа създава сигурно пристанище, в което да постои флот способен да се противопостави на пиратите водени от Секст.
Комплексът е построен между 37 – 36 пр.н.е. от архитекта Луций Кокцей Ауктус. За тази цел Агрипа съединява Лукринското езеро и езерото Аверно с канал. От така създаденото вътрешно пристанище чрез канал се достига до морето, кръстено е „Юлий“ в чест на добрия приятел и покровител на Агрипа – Октавиан. Дълъг един километър тунел Grotta di Cocceio свързвал езерото Аверно с Куме. Тунелът е достатъчно широк за да преминат две каруци едновременно, а светлина и въздух се осигуряват от шест вертикални шахти, които са изкопани в хълма под който се намира тунелът.
Скоро след успешната кампания срещу пиратите, пристанището е изоставено поради бързото натрупване на тиня на дъното му, което пречи на способността на корабите да плават в него. Близкият град Мизено става военноморската база за Западното Средиземноморие.

## Сегашно състояние
Очертанията на „Порт Юлий“ могат да се видят и днес, макар и в намален размер от някогашния: едно от трите езера на оригиналното пристанище – Лукринското е със значително намален размер след появяването на вулканичния конус на вулкана Monte Nuovo („Нова Планина“) в средата на езерото през 16 век. Промяната на бреговата линия през вековете също е оказала влияние, като е оставила голяма част от пристанищните съоръжения под водата; някои от тях могат да се видят от специализирани лодки със стъклено дъно или чрез леководолазно гмуркане.
- Подводен археологически парк Бая
- Подводни останки от „Порт Юлий“
- Подводни останки от „Порт Юлий“
- Мозайка от „Порт Юлий“
- Мозайка от „Порт Юлий“
- Част от Амфора от „Порт Юлий“